# Alexanderplatz (Chur)

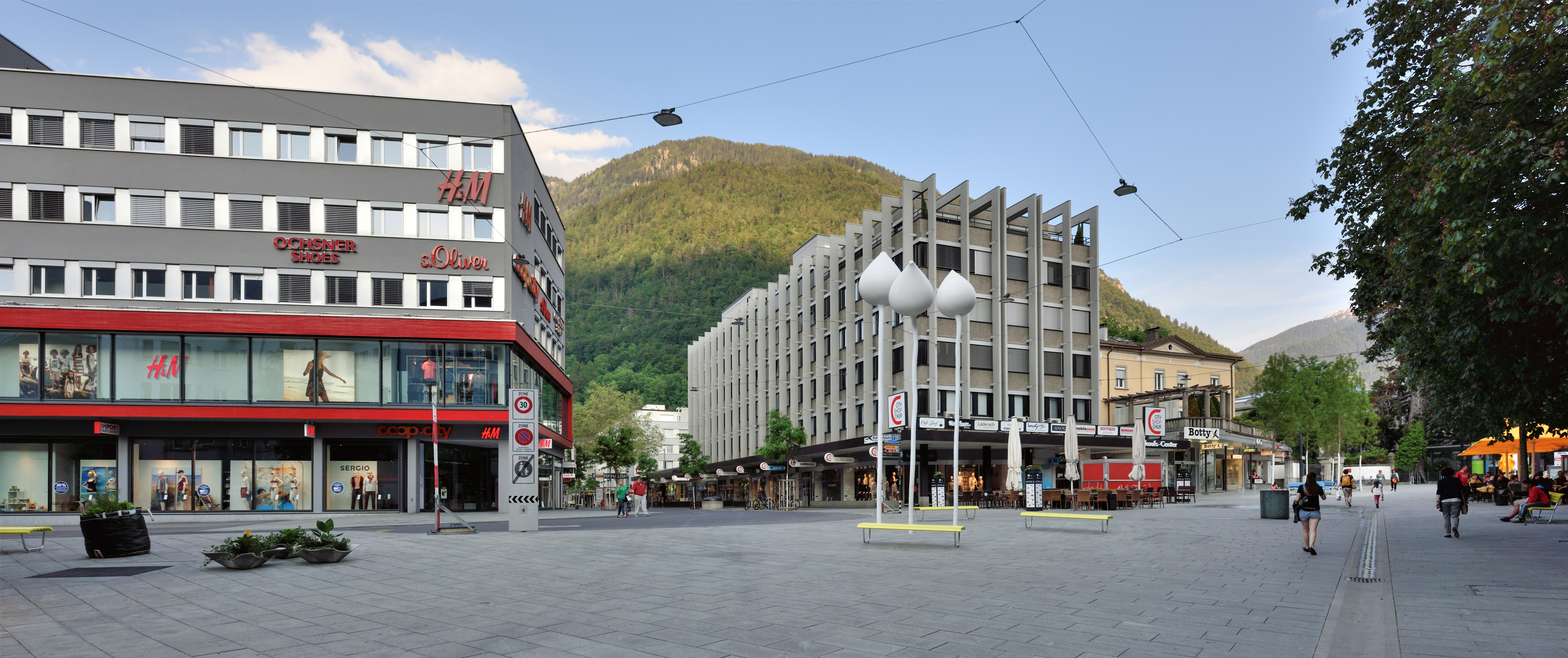
Alexanderplatz in Chur

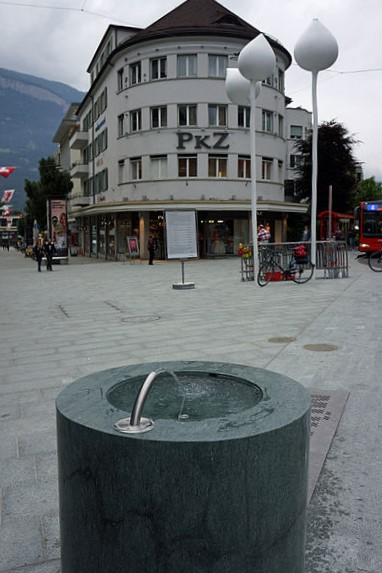
Der neu gestaltete Alexanderplatz mit Trinkbrunnen, Mühlbach, einem Wasserspiel und den drei Lotusblüten von Not Vital

Der Alexanderplatz in der Bündner Kantonshauptstadt Chur liegt zwischen dem Churer Hauptbahnhof mit dessen Bahnhofplatz einerseits und der Altstadt andererseits und war ein zentraler Teil des Begegnungszone City genannten Verkehrskonzepts nach der Realisierung der Neugestaltung des Bahnhofplatzes. Dieses Konzept sah bei Tempo 20 ein durchgehendes, durch grüne Signalisation auf dem Fahrbelag angezeigtes Vortrittsrecht für den Langsamverkehr vor, dem neben dem privaten Verkehr auch die Linien des Stadtbusses Chur unterlagen. Der Verkehrsfluss erfolgte im Kreisverkehr. Mehrere Versuche, den Platz mit zentralen Kunstwerken aufzuwerten, scheiterten am Protest der Öffentlichkeit, so dass das Kreiselinnere lange nicht gestaltet wurde.
2015 wurde der Alexanderplatz neu gestaltet. Der nun in der Fussgängerzone liegende Platz wurde durch Natursteinplatten aus Andeerer Granit mit der unteren Bahnhofstrasse verbunden.